# Cryptophion inaequalipes
Cryptophion inaequalipes là một loài tò vò trong họ Ichneumonidae.